# Anne McLaren
Anne Laura Dorinthea McLaren (Londres, 26 de abril de 1927–7 de julio de 2007) fue una bióloga británica, pionera en el área de la biología del desarrollo. Su trabajo ayudó a desarrollar la técnica de fertilización in vitro.

## Biografía
Fue hija de Henry McLaren, segundo conde de Aberconway, y de Christabel Mary Melville MacNaghten. Nació en Londres y vivió en la ciudad hasta el comienzo de la Segunda Guerra Mundial, cuando su familia se mudó a Bodnant, en el norte de Gales. De niña, apareció en la primera versión para el cine del libro de H. G. Wells De aquí a cien años, de 1936.
Estudió zoología en la Universidad de Oxford, obteniendo enseguida un máster en artes. En 1949 continuó sus estudios de posgrado con una investigación sobre las plagas de ácaros que afectan a cultivos de mosca Drosophila, bajo orientación de J. B. S. Haldane, en la University College de Londres. Luego, bajo la tutela de Peter Medawar, estudió genética con conejos y después virus neurotrópicos con Kingsley Sanders. Obtuvo su doctorado en 1952 y se casó con su compañero Donald Michie, en 1952.
Junto a su marido, trabajó en el University College de Londres, de 1952 a 1955, y luego en la Royal Veterinary College, estudiando la variación en el número de vértebras lumbares en ratones como resultado del ambiente materno. Luego se dedicaría a estudiar la fertilidad de ratones, incluyendo la hiperestimulación ovariana. En esta misma época, nacieron sus hijos Susan Fiona (1955), Jonathan (1957) y Caroline (1959).
Su matrimonio terminó en un divorcio amigable en 1959, y se mudó a Edimburgo para trabajar en el Instituto de Genética Animal, donde continuó su investigación.
De 1959 a 1977, se dedicó a la genética en Edimburgo, estudiando varios tópicos relacionados con la fertilidad, desarrollo y epigenética, incluyendo el desarrollo de la técnica de transferencia embrionaria en ratones, imunocontracepción y características esqueléticas en quimeras. En 1973, dejó Edimburgo al convertirse en directora del Consejo de Investigación Médica de Reino Unido, en la unidad de desarrollo de mamíferos, en Londres. En 1992, se jubiló de la unidad y se fue a vivir a Cambridge, y se vinculó al Instituto Gurdon el mismo año.
Falleció en un accidente de coche el 7 de julio de 2007, a los 80 años, junto a su exmarido, de 83 años, en la autopista M11, al norte de Londres, mientras iban hacia Cambridge.